# دومينيكو راو
دومينيكو راو (بالإيطالية: Domenico Rao)‏ هو عداء سريع إيطالي، ولد في 11 يونيو 1977 في قطانية في إيطاليا.

## وصلات خارجية
- دومينيكو راو على موقع الاتحاد الدولي لألعاب القوى (الإنجليزية)
- دومينيكو راو على موقع الاتحاد الإيطالي لألعاب القوى (الإيطالية)